# Lygodictyon schkuhrii
Lygodictyon schkuhrii là một loài dương xỉ trong họ Lygodiaceae. Loài này được J.Sm. mô tả khoa học đầu tiên năm 1843.
Danh pháp khoa học của loài này chưa được làm sáng tỏ. 